# The Empty Man (2020)
The Empty Man ist ein Kriminal- und Horrorfilm von David Prior, der am 23. Oktober 2020 in die US-Kinos kam. Der Film basiert auf der Graphic-Novel-Reihe The Empty Man von Cullen Bunn, die 2014 von den Boom! Studios veröffentlicht wurde.

## Handlung
Ein Ex-Cop macht sich auf die Suche nach einem verschwundenen Mädchen und kreuzt hierbei den Weg einer geheimen Gruppe, die versucht, ein übernatürliches, mörderisches Wesen heraufzubeschwören.

## Produktion
Der Film basiert auf der Graphic-Novel-Reihe The Empty Man mit einem Text von Eisner-Award-Gewinner Cullen Bunn und Zeichnungen von Vanesa R. Del Rey, die 2014 von den Boom! Studios veröffentlicht wurde.
Anfang Februar 2016 wurde bekannt, dass sich 20th Century Fox die Filmrechte an der Graphic Novel von den Boom! Studios sicherte.
Regie führte David Prior, der auch die Graphic Novel adaptierte. Es handelt sich um sein Langfilmdebüt.
James Badge Dale übernahm die Rolle des Ex-Cops, der im Film James Lasombra heißt. Im August 2016 kam Robert Aramayo dazu, der Garrett spielt.
Ende September 2016 wurde die Besetzung von Aaron Poole bekannt, der im Film die Rolle von Paul übernahm.
Die Dreharbeiten fanden ab Sommer 2017 im US-Bundesstaat Illinois und in Kapstadt in Südafrika statt. Als Kameramann fungierte Anastas N. Michos.
Die Filmmusik komponierte Christopher Young gemeinsam mit Brian Williams und dessen Musikprojekt Lustmord. Das Soundtrack-Album mit insgesamt 20 Musikstücken wurde am 23. Oktober 2020 von Hollywood Records als Download veröffentlicht.
Ein Kinostart in Deutschland sollte zunächst am 6. August 2020 und in den Vereinigten Staaten am darauffolgenden Tag erfolgen. Im Zuge der COVID-19-Pandemie wurde der US-Starttermin zunächst auf den 4. Dezember 2020 verschoben, später allerdings auf den 23. Oktober 2020 vorgezogen.

## Rezeption

### Altersfreigabe und Kritiken
In den USA erhielt der Film von der MPAA ein R-Rating, was einer Freigabe ab 17 Jahren entspricht. In Deutschland wurde der Film von der FSK ab 16 Jahren freigegeben.
Der Film konnte 76 Prozent der bei Rotten Tomatoes aufgeführten Kritiker überzeugen.

### Auszeichnungen
Hollywood Music in Media Awards 2021
- Nominierung für die Beste Filmmusik – Horrorfilm[17]